# Chiffrage des accords
Le chiffrage des accords est une notation représentant les accords dans la musique tonale.
Utilisé à l'origine à la période baroque (XVIIe et XVIIIe siècles) pour construire la basse continue, il sert à partir du XXe siècle pour improviser le jazz et à la retranscription des grilles harmoniques de rock et de pop, ainsi qu'à l'analyse harmonique.

## Chiffrage classique
En harmonie tonale, le chiffrage sert à décrire et analyser les accords dans leur contexte tonal. Les signes conventionnels placés au-dessus ou au-dessous de la partie analysée sont :
- les chiffres arabes pour la composition et le renversement des accords ;
- les chiffres romains pour le degré ;
- des lettres pour la fonction.

### Chiffres du chiffrage
Chaque chiffre désigne une note, ou plus précisément, l'intervalle — « 2 », pour une seconde, « 3 » pour une tierce, « 4 », pour une quarte, etc. — situé entre cette note et la basse de l'accord, cet intervalle pouvant être éventuellement redoublé (exemple A ci-dessous).
- Les chiffres représentent les intervalles que forment les notes de l'accord « par rapport à la basse », et non pas par rapport à la fondamentale.

Par exemple, le chiffrage de l'accord de trois sons do-fa-la (deuxième renversement de fa-la-do, dont la fondamentale est fa), est effectué au moyen de deux chiffres, un « 4 » et un « 6 », au-dessus du do de la basse ; le « 4 », signifiant une « quarte », représente la fondamentale — fa —, et le « 6 », signifiant une « sixte », représente la tierce — la — :
Il est donc très prudent, lorsqu'on parle par exemple d'une « tierce », de préciser s'il s'agit de la tierce « de l'accord » — autrement dit, la tierce de la fondamentale — ou bien s'il s'agit de la tierce « de la basse », représentée par le chiffrage, ceci, afin d'éviter tout malentendu en cas d'accord renversé.
- Exemples :

- Ordinairement, en cas de pluralité de chiffres, ceux-ci sont disposés de manière ascendante et par ordre croissant : « 2, 3, 4, 5, etc. » (exemple A). La réalisation de l'accord au-dessus de la note de basse est alors laissée au libre choix de l'exécutant, lequel peut doubler la note qu'il veut, opter pour la position serrée ou large, redoubler éventuellement certains intervalles, etc. (exemple B).

- Si les chiffres ne se suivent pas dans l'ordre croissant, c'est que l'accord réclame une disposition spéciale, voulue, soit par le compositeur lui-même (exemple C), soit par les propres règles de réalisation de ce type d'accord.

Certains accords de cinq notes en effet, exigent une disposition spéciale ; dans ce cas, l'ordre ascendant des chiffres représente cette disposition.
- L'armure permet de déterminer le qualificatif de l'intervalle en question — majeur, mineur, juste, etc. —, toutefois un intervalle diminué — quinte et septième, essentiellement — est généralement indiqué par un chiffre barré (exemple D).

- Certains chiffres peuvent être sous-entendus. C'est très souvent le cas de la tierce de la basse (exemple E), ou encore celui de la quinte de la basse lorsque celle-ci est juste. En conséquence, lorsqu'il n'y a aucun chiffre, c'est l'accord parfait — donc, fondamental, majeur ou mineur, selon le cas — qui est voulu (exemple F).

### Symboles annexes du chiffrage
- Une altération accidentelle devant un chiffre affecte la note représentée par ce chiffre (exemple A). Une altération accidentelle non suivie d'un chiffre affecte la tierce de la basse, qui est alors sous-entendue (exemple B).

Certains chiffrages spéciaux ne comportent aucune altération accidentelle : il s'agit essentiellement des accords de quatre et cinq notes placés sur la dominante. Dans ce cas en effet, le chiffrage, suffisamment précis par lui-même — il indique et le chiffre et le qualificatif de chaque intervalle de l'accord à réaliser —, rend toute altération superflue.
- Une petite croix (+) représente la sensible ; on place celle-ci devant le chiffre de l'intervalle correspondant à cette sensible. Notons qu'on utilise ce signe exclusivement dans les accords de septième et neuvième de dominante (exemple C).
- Une ligne horizontale après un chiffre indique la prolongation d'une ou plusieurs notes de l'accord, sans interdire d'éventuels changements de position (exemple D).
- Une ligne horizontale avant un chiffre est employée exceptionnellement pour le chiffrage du retard de la basse.
- Un zéro indique une absence d'harmonie (exemple E).

L'accord de septième de dominante est le seul noté 7+. En Do (majeur ou mineur), cet accord mettra le Sol à la basse, et sera formé avec le Si (tierce), le Ré (quinte) et le Fa (septième). Le + non suivi d'un chiffre désigne donc la tierce de l'accord, ici le Si, qui est la sensible du ton Do (majeur ou mineur).
Une raison pour souligner la tierce est que l'accord de septième de dominante comporte une tierce majeure ; si la tonalité avait voulu une tierce mineure, cette tierce doit être rendue majeure par un bécarre ou un dièse, ce qui est rappelé par un +. Ce n'est cependant pas l'unique raison : dans une tonalité de Do, un chiffrage de 7 sur une basse de Sol suffit à marquer un accord de septième de dominante.
L'autre raison  est que l'accord de septième de dominante impose toujours harmoniquement une résolution sur l'accord de tonique. Quand il apparaît dans une harmonie, la tonalité attendue ensuite est celle dont la note marquée + est la sensible, quel que soit le degré de la gamme sur lequel il apparaît. En Do, cette sensible Si forme un intervalle de triton avec la septième Fa. En harmonie, ces deux notes sont à mouvement obligé, le Si se résolvant sur le Do, et le Fa sur le Mi. C'est une autre raison pour laquelle ces deux notes sont notées dans le chiffrage de l'accord, parce que les deux sont importantes pour la définition de l'accord, et à mouvement obligé. De plus, on peut remarquer que le + correspond ici à un mouvement obligé de la tierce, qui monte d'un demi-ton dans la résolution.
De ce fait, si en Do majeur un accord de 7+ apparaît sur une basse de Mi, le + marque le Sol, qui doit alors être dièse et sensible d'un ton en La ; et sa résolution attendue sera toujours un accord de La (majeur ou mineur), imposant si nécessaire un changement de tonalité.

### Écriture en ligne
L'écriture d'un chiffrage se présente verticalement dans une portée, et par rapport à une basse notée, mais dans des commentaires écrits cette disposition n'est pas commode, et la basse n'est plus implicite. On peut noter en ligne un accord chiffré par la convention suivante:
- Les chiffres et leurs altérations éventuelles sont transcrits de haut en bas.
- Si cette transcription peut prêter à confusion, la séparation entre deux lignes est marquée par une barre oblique "/".
- La basse est notée par un chiffre romain représentant son degré, qui précède le chiffrage de l'accord.

Un accord de septième de dominante peut ainsi se noter V7/+, la barre oblique évitant une confusion éventuelle avec l'accord de septième.

### Chiffrages historiques de la basse continue
Les chiffrages d'accords tels qu'ils sont décrits ci-dessus sont le dernier état d'une évolution.
En réalité, à l'époque de la basse continue, ils pouvaient être différents : la septième de dominante ne s'écrivait pas 7/+ mais 7, on n'écrivait pas +6/3 mais 6 barré, etc.

### Usage pédagogique
Abandonné par les compositeurs dès le début du XIXe siècle, le chiffrage des accords n'est plus utilisé depuis que comme procédé pédagogique dans les cours d'harmonie et d'analyse harmonique. Il convient de noter cependant, que si cette ingénieuse sténographie permet à coup sûr d'identifier la structure d'un accord, elle est en revanche incapable de faire apparaître sa fonction : par exemple les accords de trois sons situés sur les degrés I et V, sont chiffrés de la même façon alors qu'ils ont des fonctions différentes — respectivement tonique et dominante.
C'est pourquoi on ajoute habituellement (en France) les chiffres romains, représentant les fondamentales, au-dessous du chiffrage d'accord en chiffres arabes : c'est le chiffrage des degrés.
Certains auteurs — Jacques Chailley, entre autres — préconisent l'usage d'un autre mode de chiffrage, capable d'indiquer à la fois la structure et la fonction des accords, et donc, pouvant être utilisé comme moyen d'analyse harmonique : le « chiffrage de fonction ». Dans ce nouveau mode de chiffrage, chaque accord est représenté par un chiffre romain surmonté de points, et suivi d'un chiffre. Le chiffre romain représente le degré de la fondamentale de l'accord, le chiffre symbolise la famille de cet accord — pas de chiffre, pour un accord de trois sons, « 7 », pour un accord de quatre sons, etc. —, les points enfin, indiquent l'état de l'accord en question — pas de point pour l'état fondamental, un point pour le premier renversement, deux pour le second, etc.
Un autre système, introduit par Hugo Riemann en 1893 et généralement répandu en Allemagne donne la priorité à la désignation de la fonction, le chiffrage restant le même tout au long des renversements, la note de basse étant désignée par le numéro de la note assigné à cette basse. La désignation des fonctions se fait par un système élaboré fondé sur des fonctions de base et des modificateurs de ces fonctions, ainsi qu'un langage particulier de signes décrivant l'évolution d'une progression harmonique.
Cependant le système chiffré(s) (accord) / chiffre romain (degré) reste le plus communément utilisé en France, malgré la limite représentée par la confusion du degré et de la fonction : ainsi l'accord de quarte-et-sixte cadentiel, qui se chiffre {\displaystyle {\begin{smallmatrix}6\\4\\I\end{smallmatrix}}}, mais qui, fonctionnellement, appartient à la dominante, est souvent chiffré {\displaystyle {\begin{smallmatrix}6\\4\\V\end{smallmatrix}}} par des analystes. Pour remédier à ce problème, Claude Abromont propose, en synthétisant le chiffrage français et l'écriture issue de la théorie des fonctions de Hugo Riemann, de noter différemment le degré (chiffre romain) et fonction (lettre). (Dans le cas de la quarte-et-sixte : {\displaystyle {\underset {\text{D}}{\textstyle {I~64}}}}.)

## Chiffrage moderne
En harmonie du jazz et dans les musiques apparentées telles que la pop music et le rock'n roll, les signes conventionnels sont utilisés d'une manière similaire à l'harmonie classique. Et ce pour: 
- les chiffres arabes pour la composition de l'accord, ou formule d'accord.
- les chiffres romains pour les degrés[4].
- des lettres pour la fonction[4].

Les qualités d'accords et les renversements sont décrits selon un système partiellement standardisé fait de lettres de l'alphabet latin, de chiffres romains, et de symboles spéciaux empruntés à la notation musicale et à l'alphabet grec.

### Formule d'accord
On se sert de chiffres arabes pour indiquer la composition d'un accord à l'aide de ses intervalles constitutifs, définis à partir de la fondamentale. Chaque chiffre décrit l'intervalle de la gamme majeure correspondant. Les altérations usuelles permettent de spécifier les intervalles altérés. La triade majeure est donc décrite par la séquence 1-3-5. La triade mineure est décrite par la séquence 1-b3-5.
| Chiffre | Intervalle       |
| ------- | ---------------- |
| 1       | Unisson          |
| 2       | Seconde Majeure  |
| 3       | Tierce Majeure   |
| 4       | Quarte Juste     |
| 5       | Quinte Juste     |
| 6       | Sixte Majeure    |
| 7       | Septième Majeure |

| Nom              | Formule | Exemple                   |
| ---------------- | ------- | ------------------------- |
| Triade majeure   | 1-3-5   | Do - Mi - Sol             |
| Triade mineure   | 1-b3-5  | Do - Mi bémol - Sol       |
| Triade diminuée  | 1-b3-b5 | Do - Mi bémol - Sol bémol |
| Triade augmentée | 1-3-#5  | Do - Mi - Sol dièse       |

### Degrés
Les degrés sont décrits en utilisant les chiffres romains. Les degrés de la gamme majeure sont les degrés de référence. Les degrés altérés sont décrits en ajoutant les altérations usuelles. Dans l'analyse d'un morceau jazz, du fait de l'abondance de dominantes secondaires et autres emprunts, il est d'usage de spécifier la qualité de l'accord en ajoutant, à la suite du chiffre romain désignant le degré de la fondamentale, les symboles de chiffrages décrits ci-dessous.

### Chiffrage des qualités d'accords
Dans le jazz et dans nombre de  musiques improvisées, ce chiffrage joue un rôle particulièrement important puisque utilisé souvent sous la forme d'une grille harmonique pour définir un cadre aux improvisations. La connaissance des conventions du chiffrage d'accords fait partie de la théorie du jazz. La réalisation sonore de l'accord, voicing, est déterminée par les contraintes qui découlent de l'instrumentation, du style, et de la conduite des voix.
Le système de notation anglo-saxonne qui utilise des lettres à la place des noms de notes sert à définir la note fondamentale de l'accord.
| Nom de Note | Lettre |
| ----------- | ------ |
| Do          | C      |
| Ré          | D      |
| Mi          | E      |
| Fa          | F      |
| Sol         | G      |
| La          | A      |
| Si          | B      |

Sans précision supplémentaire, l'accord correspondant est un accord parfait majeur, ou triade majeure. Les précisions apportées après la fondamentale servent à modifier l'accord de référence, à apporter des éléments supplémentaires, ou à en enlever.

#### Qualité d'accords
Les qualités majeure, mineure, augmenté, diminué sont indiquées par un symbole spécifique.
| Symbole        | Qualité  | Exemple     | Notes                     | Formule     |
| -------------- | -------- | ----------- | ------------------------- | ----------- |
| Pas de symbole | Majeur   | C           | do - mi - sol             | 1 - 3 - 5   |
| – , m ou min   | Mineur   | C–, Cmin    | do - mi bémol - sol       | 1 - b3 - 5  |
| +, aug         | Augmenté | C+, Caug    | do - mi- sol dièse        | 1 - 3 - #5  |
| °, dim         | Diminué  | C°, Cdim    | do - mi bémol - sol bémol | 1 - b3 - b5 |
| sus, sus4      | Suspendu | Csus, Csus4 | do - fa - sol             | 1 - 4 - 5   |

#### Accords à quatre sons
La quatrième note doit être décrite explicitement soit à l'aide d'un symbole, soit à l'aide d'un chiffre.
| Symbole/Chiffre | Qualité                                 | Exemple   | Notes                                | Formule          |
| --------------- | --------------------------------------- | --------- | ------------------------------------ | ---------------- |
| Δ, Maj7         | De septième majeure                     | CΔ        | do - mi - sol - si                   | 1 - 3 - 5 - 7    |
| –Δ, –M7, –Maj7  | De septième majeure avec tierce mineure | C–Δ       | do - mi bémol - sol - si             | 1 - b3 - 5 - 7   |
| 7               | De septième de dominante                | C7        | do - mi - sol - si bémol             | 1 - 3 - 5 - b7   |
| –7, min7        | Mineur 7                                | C–7       | do - mi bémol - sol - si bémol       | 1 - b3 - 5 - b7  |
| Ø , –7b5        | Demi-diminué                            | CØ, C–7b5 | do - mi bémol - sol bémol - si bémol | 1 - b3 - b5 - b7 |
| 6               | De sixième                              | C6        | do - mi - sol - la                   | 1 - 3 - 5 - 6    |
| –6, min6        | Mineur 6                                | C–6       | do - mi bémol - sol - la             | 1 - b3 - 5 - 6   |
| sus             | suspendu                                | C7sus4    | do - fa - sol - sib                  | 1 - 4 - 5 - b7   |

Les accords suspendus se notent : Csus4 = Do-Fa-Sol ou Csus2 = Do-Ré-Sol. On remplace ici la tierce par une quarte (sus4) ou une seconde (sus2).
Les accords avec note ajoutée se notent : Cadd2 = Do-Ré-Mi-Sol, Cadd4 = Do-Mi-Fa-Sol, Cadd9 = Do-Mi-Sol-Ré, etc.

#### Renversements
Les renversements sont chiffrés en spécifiant l'accord et la note la plus grave du renversement, c'est-à-dire la note qui aura une fonction de basse à la place de la fondamentale. Une barre oblique "/" sépare les deux indications.
| Chiffrage | Renversement          | Notes         |
| --------- | --------------------- | ------------- |
| C         | Position fondamentale | Do - Mi - Sol |
| C/E       | Premier renversement  | Mi - Sol - Do |
| C/G       | Deuxième renversement | Sol - Do - Mi |

#### Extensions des accords
Enfin notons que dans le jazz sont fréquemment utilisées des extensions de l'accord, c'est-à-dire que l'on continue à empiler des tierces après la septième. On peut ainsi trouver des accords avec une neuvième (9), une onzième (11) ou une treizième (13) -parfois altérées-, qui donnent plus de couleurs à l'accord. Les jazzmen prennent d'ailleurs parfois des libertés quant à la composition de l'accord, substituant la quinte par une treizième ou jouant un accord de septième de dominante b9b13 afin d'accentuer les tensions.

#### Accords hybrides
« The simplest definition of a slash chord is "a triad over a bass note". »
Accords hybrides et renversement utilisent le même principe de notation, à savoir une triade, une barre oblique, une basse. Mais, à la différence des renversements, les accords hybrides sont construits avec des basses qui n'appartiennent pas à la triade. Par ailleurs, la configuration la plus commune étant d'utiliser le deuxième renversement de la triade.